# هيلموت فون مولتكه الأصغر
هيلموت فون مولتكه (بالألمانية: Helmuth von Moltke) قائد ألماني (28 مايو 1848-18 يونيو 1916). تولى رئاسة أركان الجيش الألماني من 1906 إلى 1914. هو ابن أخ هيلموت فون مولتكه الذي قاد الجيش البروسي إلى النصر في معركة سيدان عام 1870 ضد الفرنسيين في الحرب الفرنسية البروسية.

## مسيرته العسكرية
- عندما بدأت الحرب العالمية الأولى في 28 يوليو 1914، كان فون مولتكه رئيس أركان الجيش الألماني، وبإعلان ألمانيا الحرب على روسيا وفرنسا بعد أيام قليلة، صار لزاماً عليه أن يطبق خطة شليفن المعتمدة منذ عام 1905، والتي توضح البرنامج الدقيق لغزو الدولتين في نفس الوقت.
- لكن فون مولتكه لم يلتزم بالخطة التزاماً دقيقاً، إذ ألغى الهجوم على هولندا، كما لم يلتزم بتفصيلات أخرى. ورغم أن الألمان هزموا الروس في معركة تاننبرغ في نهاية أغسطس 1914، لكنهم هزموا من قبل الفرنسيين في معركة المارن الأولى بعد أيام قليلة، مما أدّى إلى استقالة فون مولتكه من رئاسة الأركان بعد هذه المعركة بأيام قليلة.
- حمل النقاد العسكريون فون مولتكه مسؤولية الهزيمة أمام الفرنسيين، ولم ينجو من المقارنة بعمه، حيث قالوا إنه يشبهه في الاسم فقط، ولكنه ليس بنفس عبقريته وكفاءته. لكن هذه المقارنة يبدو أنها تحمل شيئاً من التجني بسبب اختلاف ظروف الحرب الفرنسية البروسية عن الحرب العالمية الأولى، حيث كان البروسيون يحاربون على جبهة واحدة عام 1870، في حين كان الألمان يحاربون على جبهتين في وقت واحد عام 1914، وكان أعداءهم يفوقونهم عدداً.

## روابط خارجية
- هيلموت فون مولتكه الأصغر على موقع الموسوعة البريطانية (الإنجليزية)